# Austrachelas
Austrachelas is een geslacht van spinnen uit de familie Gallieniellidae.

## Soorten
Het geslacht kent de volgende soorten:
- Austrachelas bergi Haddad et al., 2009
- Austrachelas incertus Lawrence, 1938
- Austrachelas kalaharinus Haddad et al., 2009
- Austrachelas merwei Haddad et al., 2009
- Austrachelas natalensis Lawrence, 1942
- Austrachelas pondoensis Haddad et al., 2009
- Austrachelas reavelli Haddad et al., 2009
- Austrachelas sexoculatus Haddad et al., 2009
- Austrachelas wassenaari Haddad et al., 2009